# Costa Rica az 1992. évi nyári olimpiai játékokon
Costa Rica a spanyolországi Barcelonában megrendezett 1992. évi nyári olimpiai játékok egyik részt vevő nemzete volt. Az országot az olimpián 6 sportágban 16 sportoló képviselte, akik érmet nem szereztek.

## Atlétika
Férfi
| Versenyző        | Versenyszám | Előfutam | Előfutam | Előfutam | Negyeddöntő | Negyeddöntő | Negyeddöntő | Elődöntő | Elődöntő | Elődöntő | Döntő   | Döntő    |
| Versenyző        | Versenyszám | Idő      | Hely.    | Össz.    | Idő         | Hely.       | Össz.       | Idő      | Hely.    | Össz.    | Idő     | Helyezés |
| ---------------- | ----------- | -------- | -------- | -------- | ----------- | ----------- | ----------- | -------- | -------- | -------- | ------- | -------- |
| Henry Daley      | 100 m       | 11,11    | 8.       | 65.      | kiesett     | kiesett     | kiesett     | kiesett  | kiesett  | kiesett  | kiesett | kiesett  |
| Randolph Foste   | 200 m       | 22,47    | 7.       | 71.      | kiesett     | kiesett     | kiesett     | kiesett  | kiesett  | kiesett  | kiesett | kiesett  |
| Randolph Foste   | 400 m       | 48,80    | 7.       | 58.      | kiesett     | kiesett     | kiesett     | kiesett  | kiesett  | kiesett  | kiesett | kiesett  |
| José Luis Molina | 5000 m      | 14:09,22 | 10.      | 41.      |             |             |             |          |          |          | kiesett | kiesett  |
| Miguel Vargas    | 10 000 m    | 30:13,06 | 20.      | 42.      |             |             |             |          |          |          | kiesett | kiesett  |
| Alex Foster      | 400 m gát   | 52,93    | 7.       | 38.      |             |             |             | kiesett  | kiesett  | kiesett  | kiesett | kiesett  |
| Luis López       | Maraton     |          |          |          |             |             |             |          |          |          | 2:30:26 | 65.      |

Női
| Versenyző     | Versenyszám | Előfutam | Előfutam | Előfutam | Negyeddöntő | Negyeddöntő | Negyeddöntő | Elődöntő | Elődöntő | Elődöntő | Döntő   | Döntő    |
| Versenyző     | Versenyszám | Idő      | Hely.    | Össz.    | Idő         | Hely.       | Össz.       | Idő      | Hely.    | Össz.    | Idő     | Helyezés |
| ------------- | ----------- | -------- | -------- | -------- | ----------- | ----------- | ----------- | -------- | -------- | -------- | ------- | -------- |
| Zoila Stewart | 100 m       | 12,12    | 7.       | 44.*     | kiesett     | kiesett     | kiesett     | kiesett  | kiesett  | kiesett  | kiesett | kiesett  |
| Zoila Stewart | 200 m       | 24,64    | 7.       | 41.      | kiesett     | kiesett     | kiesett     | kiesett  | kiesett  | kiesett  | kiesett | kiesett  |
| Zoila Stewart | 400 m       | 53,72    | 6.       | 26.      | 53,60       | 7.          | 27.         | kiesett  | kiesett  | kiesett  | kiesett | kiesett  |
| Vilma Peña    | Maraton     |          |          |          |             |             |             |          |          |          | 3:03:34 | 33.      |

* - egy másik versenyzővel azonos időt ért el

## Íjászat
Női
| Versenyző        | Versenyszám | Selejtező | Selejtező | Selejtező | Selejtező | Selejtező | Selejtező | Selejtező | Selejtező | Selejtező | Selejtező | Kieséses szakasz  | Kieséses szakasz  | Kieséses szakasz  | Kieséses szakasz  | Kieséses szakasz  | Helyezés |
| Versenyző        | Versenyszám | 30 m      | 30 m      | 50 m      | 50 m      | 60 m      | 60 m      | 70 m      | 70 m      | Pont      | Hely.     | 32-es főtábla     | Nyolcaddöntő      | Negyeddöntő       | Elődöntő          | Döntő             | Helyezés |
| Versenyző        | Versenyszám | Pont      | Hely.     | Pont      | Hely.     | Pont      | Hely.     | Pont      | Hely.     | Pont      | Hely.     | Ellenfél Eredmény | Ellenfél Eredmény | Ellenfél Eredmény | Ellenfél Eredmény | Ellenfél Eredmény | Helyezés |
| ---------------- | ----------- | --------- | --------- | --------- | --------- | --------- | --------- | --------- | --------- | --------- | --------- | ----------------- | ----------------- | ----------------- | ----------------- | ----------------- | -------- |
| Patricia Obregón | Egyéni      | 333       | 46.       | 289       | 55.       | 295       | 58.       | 247       | 60.       | 1164      | 57.       | kiesett           | kiesett           | kiesett           | kiesett           | kiesett           | 57.      |

## Kajak-kenu

### Szlalom
Férfi
| Versenyző            | Versenyszám | Döntő    | Döntő    | Döntő    | Döntő    | Döntő         | Helyezés |
| Versenyző            | Versenyszám | 1. futam | 1. futam | 2. futam | 2. futam | Jobb eredmény | Helyezés |
| Versenyző            | Versenyszám | Pont     | Hely.    | Pont     | Hely.    | Pont          | Helyezés |
| -------------------- | ----------- | -------- | -------- | -------- | -------- | ------------- | -------- |
| Gabriel Álvarez      | Kajak egyes | 458,87   | 43.      | 301,02   | 44.      | 301,02        | 44.      |
| Joaquin García       | Kajak egyes | 304,23   | 42.      | 169,14   | 37.      | 169,14        | 41.      |
| Ferdinand Steinvorth | Kajak egyes | 269,07   | 40.      | 191,11   | 38.      | 191,11        | 43.      |

Női
| Versenyző        | Versenyszám | Döntő    | Döntő    | Döntő         | Döntő         | Döntő         | Helyezés |
| Versenyző        | Versenyszám | 1. futam | 1. futam | 2. futam      | 2. futam      | Jobb eredmény | Helyezés |
| Versenyző        | Versenyszám | Pont     | Hely.    | Pont          | Hely.         | Pont          | Helyezés |
| ---------------- | ----------- | -------- | -------- | ------------- | ------------- | ------------- | -------- |
| Gilda Montenegro | Kajak egyes | 640,27   | 26.      | nem ért célba | nem ért célba | 640,27        | 26.      |

## Sportlövészet
Nyílt
| Versenyző      | Versenyszám | Selejtező | Selejtező | Elődöntő | Elődöntő | Döntő   | Döntő    |
| Versenyző      | Versenyszám | Pont      | Helyezés  | Pont     | Helyezés | Pont    | Helyezés |
| -------------- | ----------- | --------- | --------- | -------- | -------- | ------- | -------- |
| Alvaro Guardia | Skeet       | 140       | 51.*      | kiesett  | kiesett  | kiesett | kiesett  |

* - három másik versenyzővel azonos eredményt ért el

## Úszás
Női
| Versenyző   | Versenyszám | Előfutam | Előfutam | Előfutam | Döntő | Döntő   | Döntő | Helyezés |
| Versenyző   | Versenyszám | Idő      | Hely.    | Össz.    | Típus | Idő     | Hely. | Helyezés |
| ----------- | ----------- | -------- | -------- | -------- | ----- | ------- | ----- | -------- |
| Silvia Poll | 100 m hát   | 1:02,88  | 4.       | 9.       | B     | 1:03,57 | 7.    | 15.      |
| Silvia Poll | 200 m hát   | 2:11,66  | 2.       | 4.       | A     | 2:12,97 | 7.    | 7.       |

## Vívás
Férfi
| Versenyző       | Versenyszám  | Csoportkör | Csoportkör | Selejtező         | 32-es főtábla     | Egyenes ág a negyeddöntőért | Egyenes ág a negyeddöntőért | Vigaszág a negyeddöntőért | Vigaszág a negyeddöntőért | Vigaszág a negyeddöntőért | Vigaszág a negyeddöntőért | Negyeddöntő       | Elődöntő          | Döntő             | Helyezés |
| Versenyző       | Versenyszám  | Csoportkör | Csoportkör | Selejtező         | 32-es főtábla     | 1. kör                      | 2. kör                      | 1. kör                    | 2. kör                    | 3. kör                    | 4. kör                    | Negyeddöntő       | Elődöntő          | Döntő             | Helyezés |
| Versenyző       | Versenyszám  | Ellenfél Eredmény | Hely.      | Ellenfél Eredmény | Ellenfél Eredmény | Ellenfél Eredmény           | Ellenfél Eredmény           | Ellenfél Eredmény         | Ellenfél Eredmény         | Ellenfél Eredmény         | Ellenfél Eredmény         | Ellenfél Eredmény | Ellenfél Eredmény | Ellenfél Eredmény | Helyezés |
| --------------- | ------------ | --- | ---------- | ----------------- | ----------------- | --------------------------- | --------------------------- | ------------------------- | ------------------------- | ------------------------- | ------------------------- | ----------------- | ----------------- | ----------------- | -------- |
| Esteban Mullins | Kard, egyéni | 3. csoport · Felix Becker (GER) · 3-5 · Ferdinando Meglio (ITA) · 4-5 · Janusz Olech (POL) · 3-5 · Jang Csen (Yang Zhen) (CHN) · 2-5 · Jean-Paul Banos (CAN) · 3-5 | 6.         | kiesett           | kiesett           | kiesett                     | kiesett                     | kiesett                   | kiesett                   | kiesett                   | kiesett                   | kiesett           | kiesett           | kiesett           | 39.      |